# Marche afghane
Ne doit pas être confondu avec Marche synchronisée.

La marche afghane est une technique de marche basée sur le principe de la coordination de la respiration au rythme des pas. 

## Historique

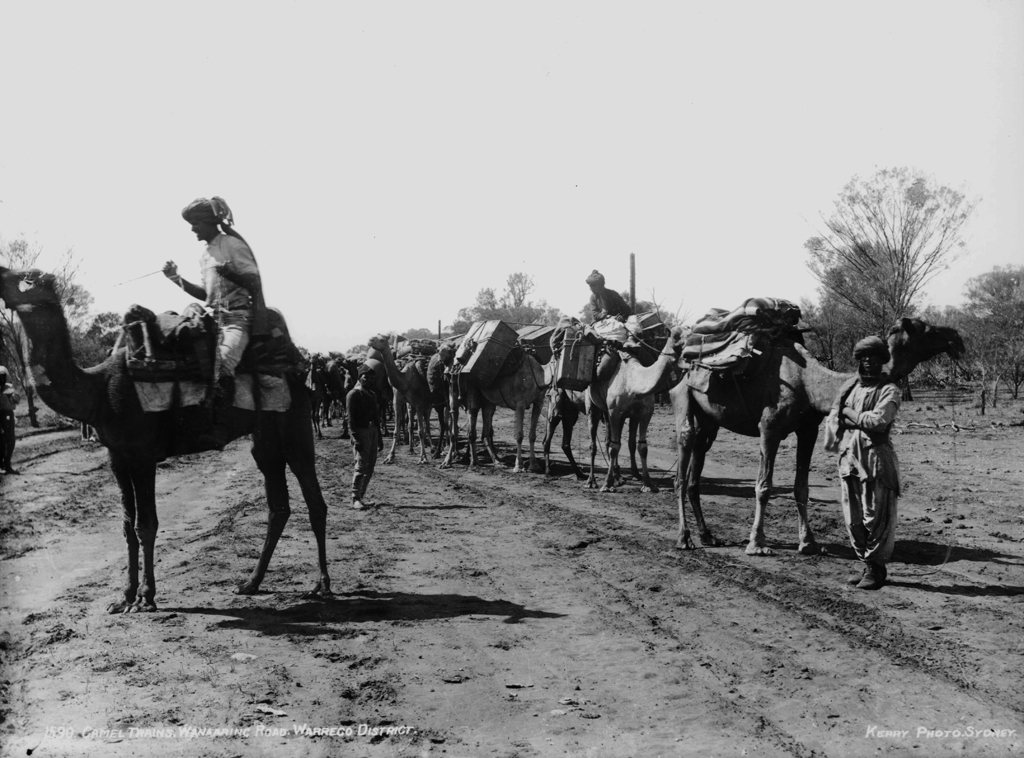
Photo de caravaniers afghans, vers 1900.

La marche afghane est née dans les années 1980 à partir des observations effectuées par le français Édouard G. Stiegler auprès des caravaniers afghans, capables d'effectuer des marches de plus de 60 km par jour pendant des dizaines de jours.

## Principe
La marche afghane place la respiration au cœur de la marche. Elle joue sur le principe de synchronisation de la respiration avec les pas effectués tout en tenant compte de la déclivité du terrain.
En terrain plat, le principe est l'harmonie, le système de balancier : on doit avoir le même nombre de pas à l'expiration et à l'inspiration, et chaque apnée doit être équivalente à la précédente. Le rythme reste fonction de chacun : pour l'un, le rythme le plus confortable sera quatre pas alors que pour l'autre ce sera trois ou deux. Par exemple, on aura : 3 pas pendant l'inspiration – 1 pas les poumons pleins – 3 pas pendant l'expiration – 1 pas les poumons vides ; et on reprend.
En montée, la technique est un peu différente : on compte autant de pas à l'inspiration qu'à l'expiration et on adapte le rythme en fonction de la difficulté. Plus la pente est raide, plus les pas sont réduits et plus le rythme est court : on inspire et on expire sur 4 pas ou 3 puis 2 au fur et à mesure que la pente s'accentue, sans retenir sa respiration.
Les préférences de chacun pour tel ou tel rythme respiratoire doivent être respectés car elles correspondent à des nécessités purement physiologiques. Certains adopteront des rythmes courts, d'autres des rythmes longs, d'autres encore reviendront à la marche ordinaire sur certaines parties de l'itinéraire.

## Effets sur la santé
Les bénéfices de la marche afghane sont les suivants, d’après André Bamberger[réf. nécessaire] : 
- Favorise une meilleure oxygénation de l'organisme ;
- Régularise la fréquence cardiaque ;
- Apporte une détente physique et émotionnelle ;
- Favorise la circulation sanguine ;
- Apporte souplesse et fluidité par une meilleure circulation énergétique ;
- Augmente la capacité de focalisation et de prise de conscience de son être ;
- Stimule le mental par les exercices d'intention ;
- Améliore la posture de son corps.

Elle apporte de la joie et une connexion à son être en la nourrissant de belles émotions, de beaux sentiments, etc. Tout ceci grâce à  l'activation des deux outils que sont la marche et la respiration rythmée.

## Règlementation de la marche afghane en France
Par contrat de délégation du 15 mars 2022, le ministère chargé des Sports a accordé une délégation en application de l’article L131-14 du code du Sport à la Fédération française de la randonnée pédestre pour la pratique de la randonnée pédestre et de ses spécialités, dont la marche afghane. 